# Chiesa della Santissima Annunziata (Salerno)
La chiesa dell'Annunziata di Salerno risale alla metà del XIV secolo. Si alza vicino alla distrutta porta occidentale (Portacatena) del centro storico di Salerno nel rione Fornelle.

## La chiesa

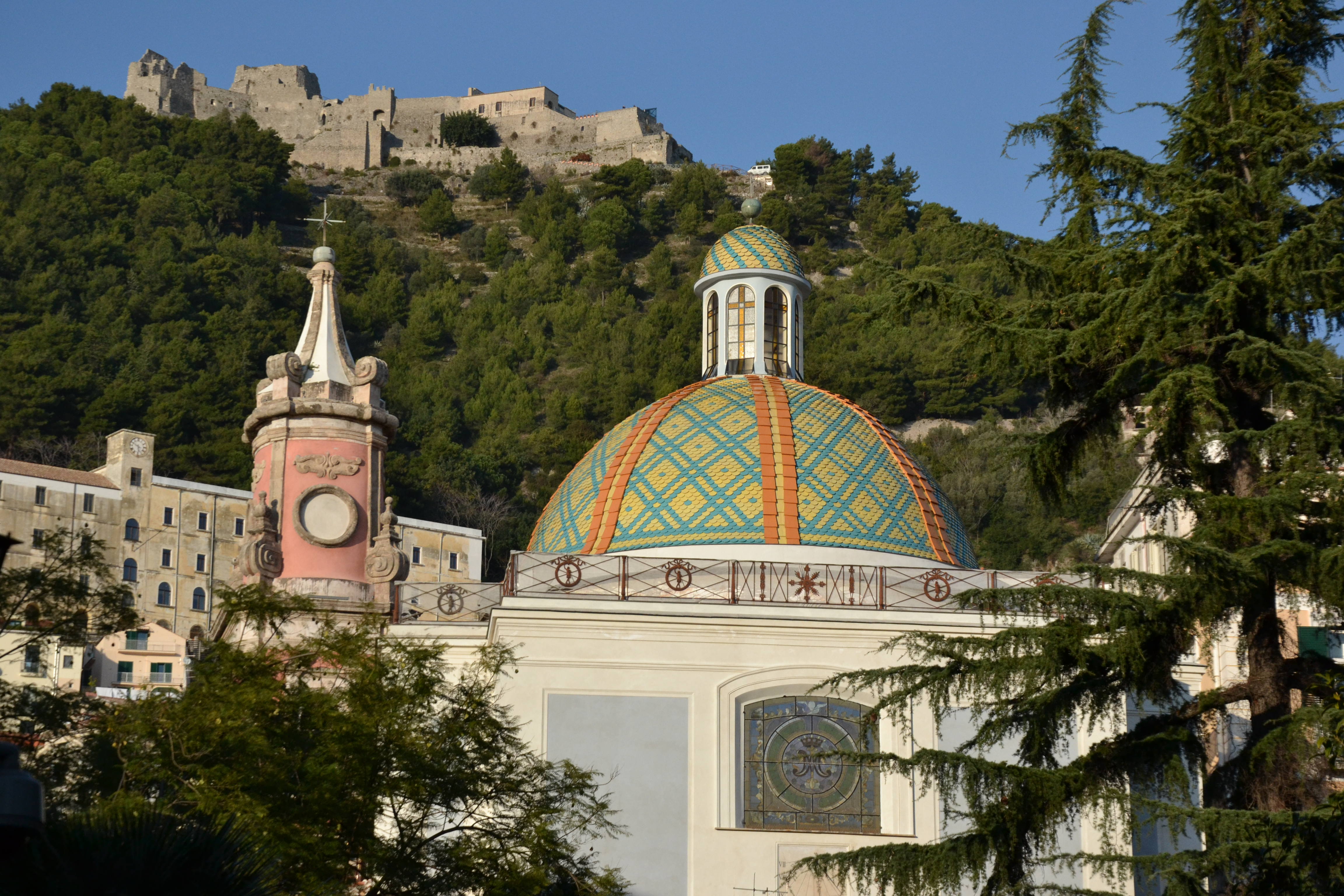
Una veduta della cupola e del campanile dalla villa comunale

L'edificio costruito nel 1627 con il nome di Santissima Annunziata Nuova, andò a sostituire la vecchia chiesa di fine quattrocento che, nel 1626, fu distrutta da un'alluvione. Quest'ultima fu edificata in sostituzione della Santissima Annunziata Vecchia o Extra Moenia.
La chiesa attuale è il risultato di interventi di restauro di inizio Settecento ad opera di Ferdinando Sanfelice, il quale progettò il monumentale campanile che sorgeva di fianco alla scomparsa Porta Catena. Il campanile è impostato su quattro ordini architettonici sovrapposti. Lesene con capitelli ionici e corinzi e colonne poste agli angoli concorrono ad un alleggerimento della struttura. Monofore riquadrate da una larga cornice si aprono nel terzo ordine, mentre oculi inseriti in un motivo decorativo danno luminosità all'ultimo, aggraziato da paraste terminanti in volute. Un'esile cuspide a pinnacolo raccordata al campanile da volute ne rifinisce l'elegante silhouette.
La chiesa presenta la facciata su via Portacatena arricchita da due nicchie sagomate in marmo, oggi prive delle statue previste dal progettista Francesco Ragozzino, situate ai lati del portale sovrastato da un tondo a bassorilievo rappresentante l'Annunciazione; la porta è in rame sbalzato. La facciata è divisa orizzontalmente da una fascia marcapiano e verticalmente da otto lesene: quattro nella parte inferiore, lisce, con capitelli ionici; quattro in quella superiore, scanalate, con capitelli corinzi. Chiude il tutto un timpano triangolare.
L'interno, coperto da volta a botte unghiata, è a navata unica con abside e cupola emisferica, senza tamburo e con lanterna, decorata con un motivo a cassettoni e rosette. I lati sono caratterizzati da lesene scanalate con capitelli corinzi che riquadrano le cappelle. L'altare maggiore di marmo venne realizzato nel Settecento da Matteo Bottiglieri e da Filippo e Giovanni Ragozzino; al primo si devono i due monumentali angeli posti a capoaltare e i putti ai lati della mensa. Sugli altari laterali sono collocati due grandi dipinti alti tre metri: Un San Francesco di Paola opera di Luigi Montesano e un San Biagio vescovo, di autore ignoto. Di Pasquale Avallone sono i tondi delle cappelle laterali e del transetto raffiguranti i Profeti, realizzati nel 1913. Di rilevante importanza l'organo in legno del 1880 in stile neogotico, opera dell'organaro Giovanni Battista De Lorenzi caratterizzato da tre tastiere in avorio ed una pedaliera di ventisette pedali, originariamente previsto per il Duomo di Schio ma giunto nel 1888 a Salerno. Gli arredi della sagrestia furono eseguiti dal mastro intagliatore Saviotto nel 1712 su disegno di Pietro Vinaccia.

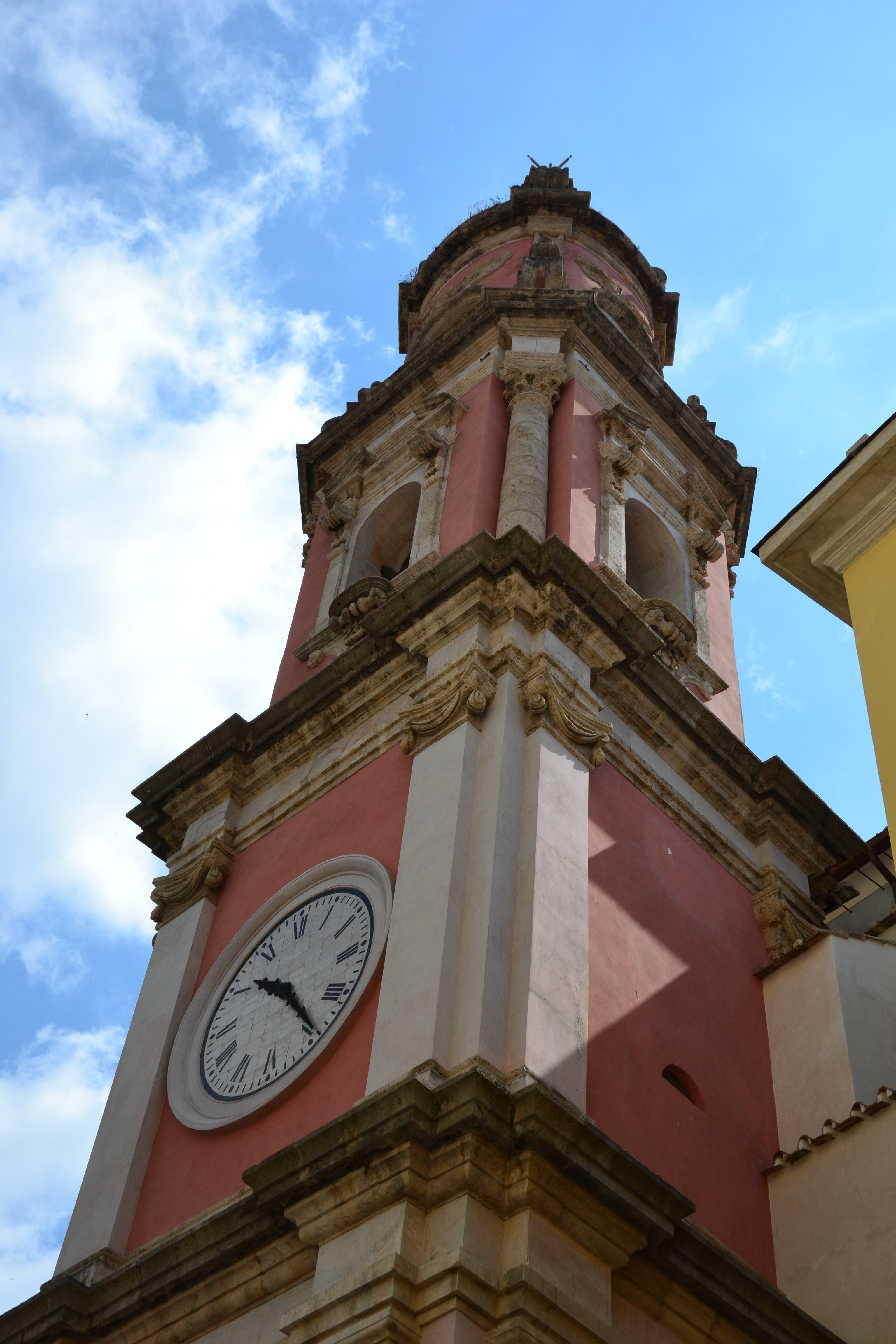
Il campanile del Sanfelice

Fu severamente danneggiata durante i combattimenti dello sbarco a Salerno nel settembre 1943 e fu parzialmente sommersa dall'alluvione di Salerno del 1954. Nel 2007, pur se aperta al culto, presentava problemi statici, dovuti all'infiltrazione d'acqua, sia al tetto che al campanile: a causa di ciò, si corse ai ripari costruendo una copertura in ferro al di sopra del tetto.
Il 16 luglio 2008, a causa di un cortocircuito, il retroaltare principale è andato in fiamme, distruggendo completamente un gruppo ligneo raffigurante l'Annunciazione realizzato alla metà dello scorso secolo.

## Restauro
Il 19 settembre 2009 è stato inaugurato il campanile restaurato della chiesa. Nel 2011 sono iniziati i lavori di restauro di tutta la chiesa. La prima fase ha riguardato la rimozione del solai di calpestio di tutta la chiesa e l'esecuzione degli scavi archeologici. 
Gli scavi, eseguiti sotto la diretta sorveglianza e direzione della competente Soprintendenza Archeologica, hanno messo in luce tracce delle antiche mura di fortificazione della città e della preesistente chiesa del 1400 nonché diversi ossari ubicati, nell'interrato, in corrispondenza delle cappelle laterali della chiesa.
La nuova copertura della chiesa ha strutture portanti in legno lamellare e porta il manto di tegole costituito per circa l'80% dalle tegole preesistenti, opportunamente recuperate. Gli scavi archeologici hanno comportato lo svuotamento dell'intera aula della chiesa, permettendo di intervenire sulla deumidificazione delle murature, oggi garantita da un sistema di aerazione naturale. 
L'opera di restauro ha inoltre interessato tutte le superfici della chiesa sia esterne che interne. Le opere lignee della sagrestia e arredi vari sono state completamente smontate, trattate per la disinfestazione dei tarli, restaurate e rimontate. 
Analogo trattamento hanno subito le componenti dell'organo. 
L'opera di restauro ha riguardato inoltre le superfici marmoree e gli stucchi danneggiati, con il ripristino delle pitture originali del 1700 della navata centrale, le cui tonalità sono riproposte nella nuova pavimentazione in marmo. Sono stati inoltre riportati alla luce e restaurati gli affreschi rinvenuti nelle lunette della sagrestia, raffiguranti gli stemmi degli arcivescovi che, nel tempo, hanno guidato la diocesi (Valerio Laspro, Camillo Sorgente, Marino Paglia), con l'aggiunta del blasone dell'allora arcivescovo Luigi Moretti. È stata inoltre rivestita la cupola con ambrogette ed è stata pedonalizzata la vicina via Einuadi.